# Császár gyógyfürdő (Bécs)
A Császár gyógyfürdő (Kaiserbründl, korábban Zentralbad) Bécs egyik nevezetes gyógyfürdője, épülete a bécsi szecesszió kiemelkedő alkotása.
A fürdő híres látogatói közé tartozott Lajos Viktor főherceg.

## Képek

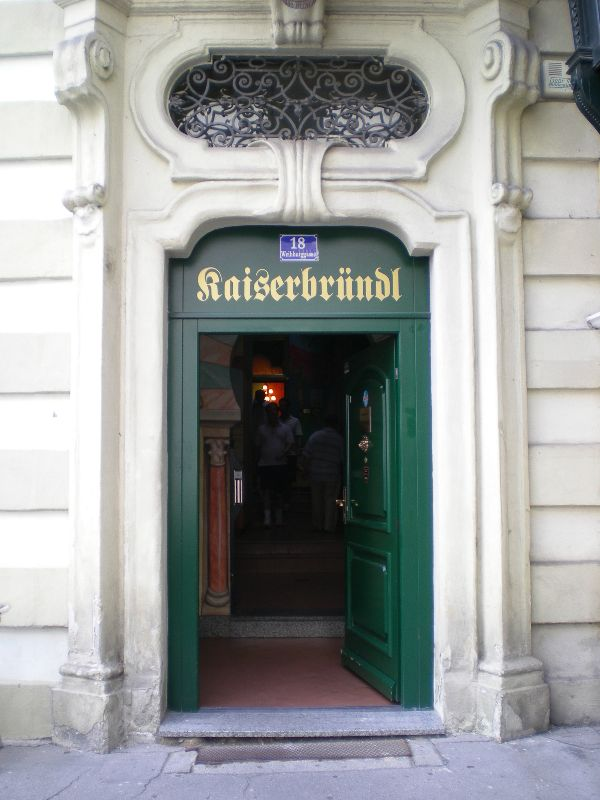
Császár Gyógyfürdő (Kaiserbründl)
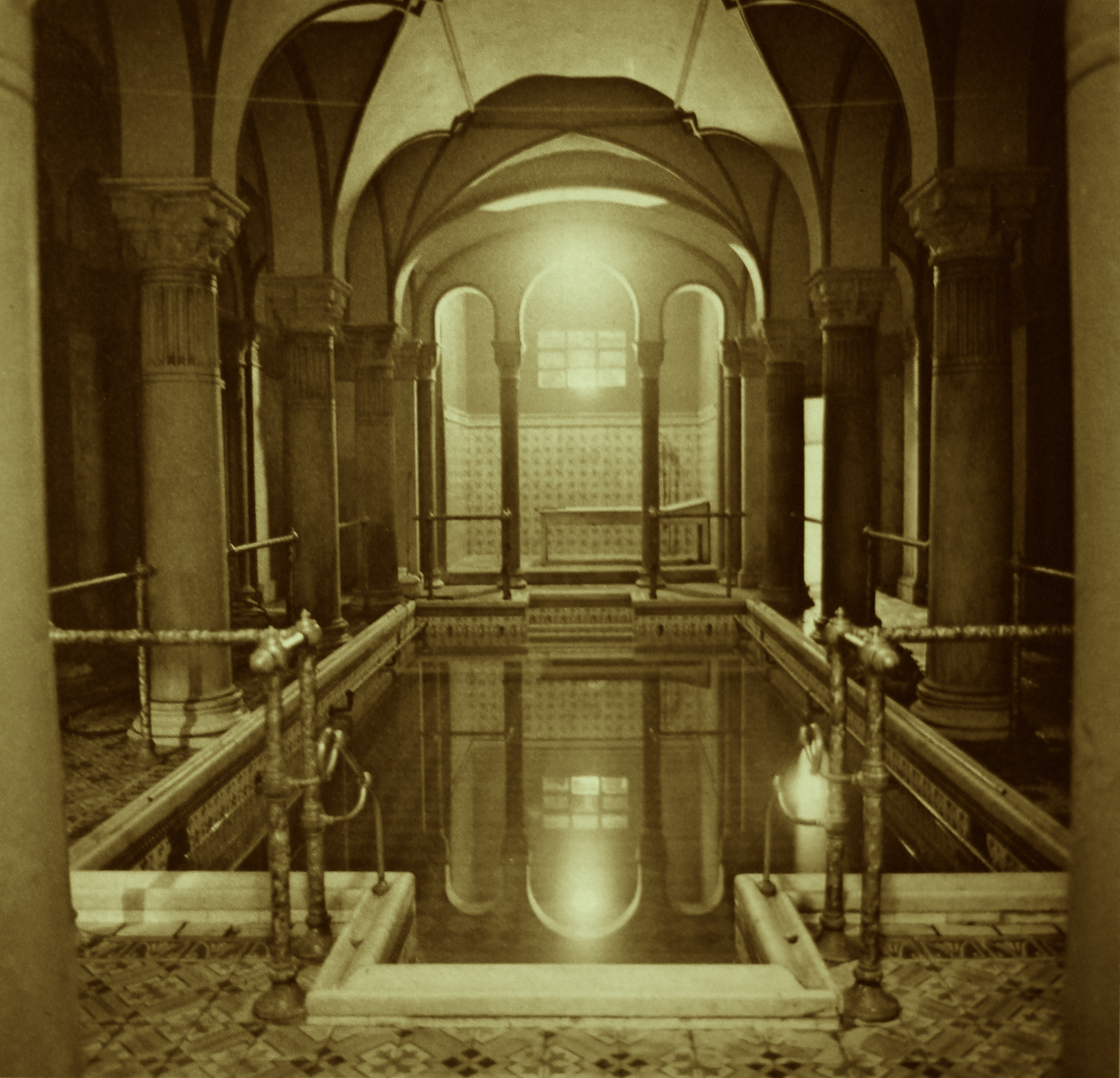
Férfi-medence a szuterénben (1889)
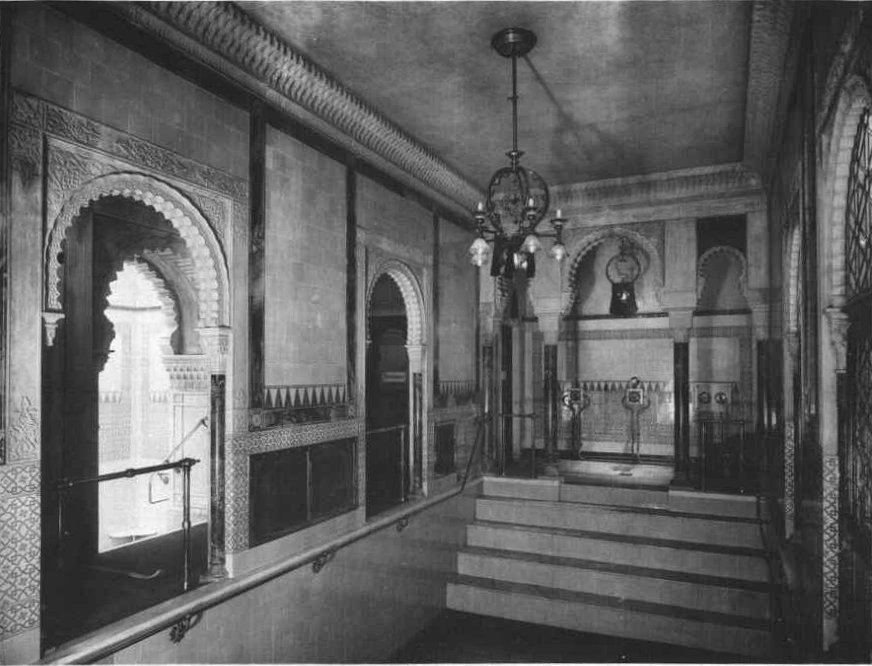
Női gőzfürdő (1894)
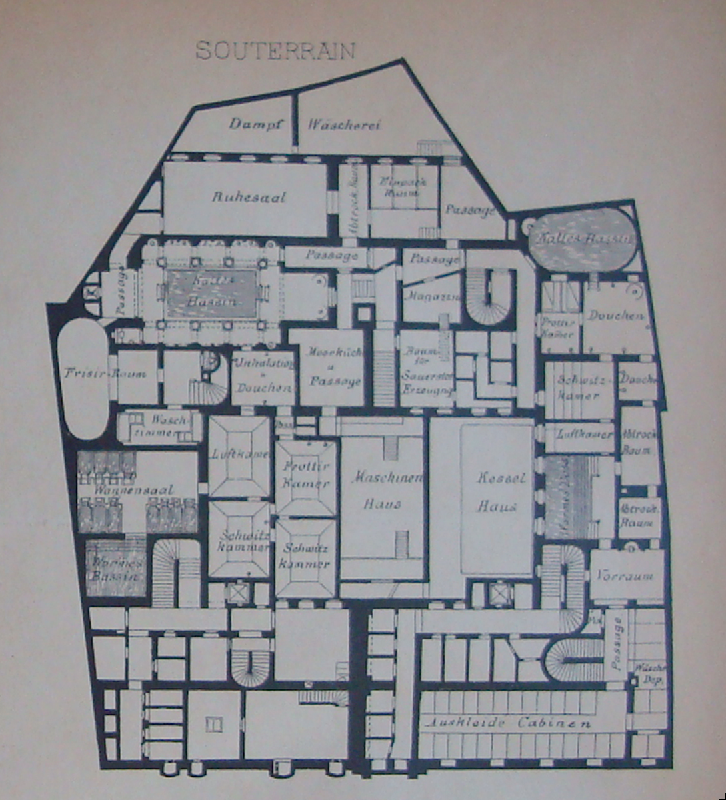
Szuterén alaprajza
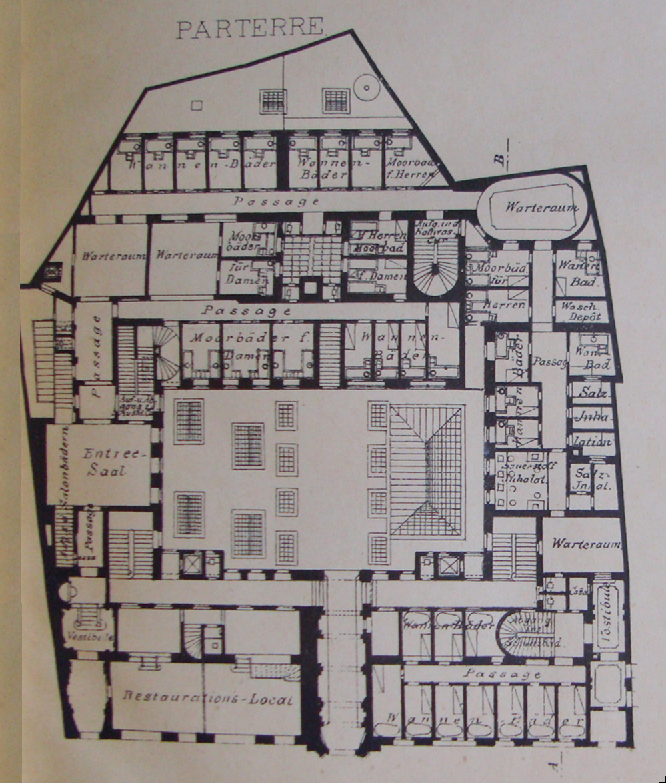
Földszinti alaprajz
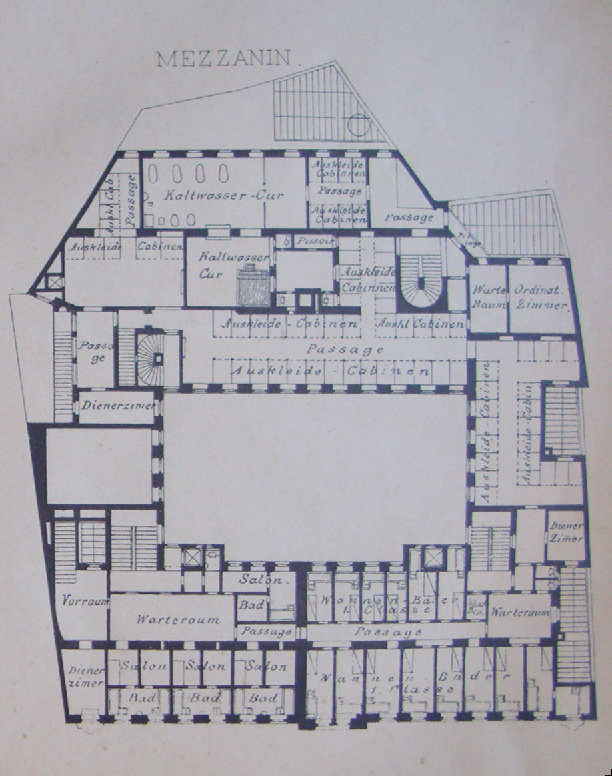
Félemelet (mezzanin)
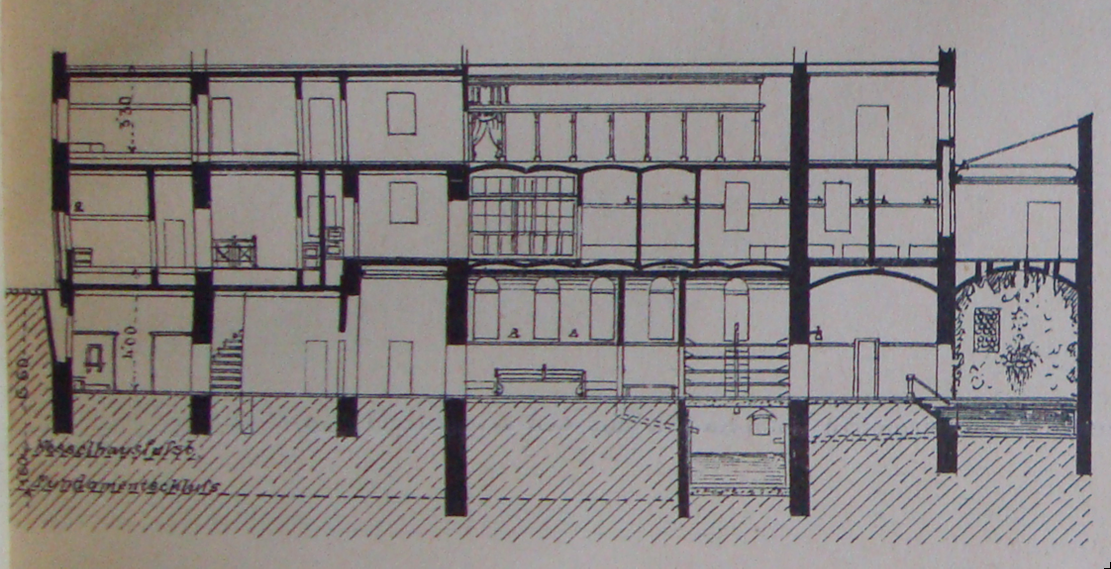
Az épület metszete

## Külső hivatkozások
- Császár Gyógyfürdő Bécs
- Kaiserbründl Wien, hivatalos honlap